# Michael Agerskov
Kaj Michael Andreas Agerskov (28. juli 1870 – 11. december 1933) var en dansk lektor, digter og forfatter. Michael Agerskov er mest kendt for udgivelsen af det danske etisk-religiøse og filosofiske værk, Vandrer mod Lyset!, udgivet i København i 1920. Værket var fremkommet ved intuitiv tankeinspiration gennem hans kone, Johanne Agerskov, som var medium. Johanne Agerskov var for øvrigt datter af den danske opfinder Rasmus Malling-Hansen. Agerskov havde desuden en betydelig litterær produktion, hovedsagelig digtsamlinger, men også nogle romaner. Sammen med Erling Rørdam forfattede han en læsebog for både børneskolen, mellemskoleklasserne og realklassen. Læsebogen blev også bearbejdet og udgivet på svensk.
Ægteparret Agerskov kom i begyndelsen af 1900-tallet i kontakt med det spiritistiske miljø i Danmark og fik meget hurtigt nogle særdeles opsigtsvækkende oplevelser. Der blev kaldt på dem fra den oversanselige verden, og Johanne Agerskov fik at vide, at hun var medium, og at hun før sit liv havde lovet at være midler mellem den oversanselige verden og menneskeheden. Gennem ugentlige seancer, som stod på i flere år, modtog Johanne Agerskov tankediktater, formidlet fra forskellige afdøde ånder, og de øvrige seancedeltagere – de var seks i alt – medvirkede ved at fremkomme med spørgsmål vedrørende religiøse, etiske og videnskabelige emner og ved at nedskrive de svar som Johanne Agerskov modtog. 
Resultatet af dette arbejde blev bogen Vandrer mod Lyset!, udgivet af Michael Agerskov. Værket blev udsendt til samtlige danske biskopper og derudover ca. 60 præster, som ifølge lysets ånder alle havde lovet at medvirke til en reformation af den danske kirke på grundlag af VmL. Men den ventede reformation udeblev – til trods for at VmL fik en række tilhængere blandt menigmand, blev den mødt med tavshed fra kirkeligt hold. Michael Agerskov udgav senere flere bøger i tilknytning til hovedværket. I bogen Nogle psykiske Oplevelser fortæller han om de oplevelser som ledte frem til at ægteparret udgav Vandrer mod Lyset! 
Vandrer mod Lyset! er i dag udgivet på en række sprog, bl.a. engelsk, tysk, spansk, italiensk, russisk, svensk og norsk.

### Skønlitteratur
- To Mennesker og Skumring, digte 1893
- Adathysta, roman 1897
- Livets Kilde, fortællinger 1897
- Tusmørkets Stemmer, digte 1899
- Den store Krudtsammensværgelse, roman 1902
- Fra den gamle Skipperby og andre Digte, 1909
- Vejen Sandheden og Livet, Aandelige sange, 1928
- Paa forklarelsens Berg – en digtkreds
- Den lange vandring, digtsamling 1930

### Skolebøger (i samarbejde med Erling Rørdam)
- Dansk Læsebog for mellemklasserne, realklassen og børneskolen, i flere oplag fra 1904-1933
- Læsebog i svensk
- Dansk Litteratur før 1800, udgivet i 1919
- Dansk Digtning med hovedvægt på det 19. århundrede

### Bøger med tilknytning til værketVandrer mod Lyset
- Hilsen til Danmark, 1915
- Vandrer mod Lyset! 1920
- Forsoningslæren og Genvejen, 1920
- Nogle psykiske Oplevelser, 1922
- Kirken og Kristendommen, 1923
- Spørgsmål og Svar I og II, 1929-30